# Евфем
Евфем е герой от гръцката митология, син на Посейдон и Европа и един от аргонавтите. Баща му го надарил с умението да ходи по водата.
Най-прочутият епизод с негово участие при похода за Златното руно, предвождан от Язон, е този, в който бог Тритон му подарява буца пръст. На Крит Медея предрича, че ако Евфем опази буцата, докато стигнат до сушата, потомците му ще властват над Либия (африканското крайбрежие западно от Египет). Героят не успява – изтървава я случайно и от нея изниква остров, който другарите му наричат Калиста (днешен Санторини).